# Emil Rausch (Schwimmer)
Emil Ferdinand Gustav Rausch (* 11. September 1883 in Berlin; † 14. Dezember 1954 ebenda) war ein deutscher Schwimmer.
Emil Rausch war Deutschlands erster Olympiasieger im Schwimmen. Bei den Olympischen Sommerspielen 1904 in St. Louis gewann er im Freistil Goldmedaillen über 880 Yards und über die Meile. Außerdem errang er die Bronzemedaille über 220 Yards, ebenfalls im freien Stil. Im Jahr 1968 wurde er in die Ruhmeshalle des internationalen Schwimmsports aufgenommen.
Auf nationaler Ebene wurde Emil Rausch in den Jahren 1901 bis 1907 für seinen Schwimmverein SC Poseidon Berlin siebenmal hintereinander Deutscher Meister über 1500 m Freistil. Zudem errang er bei den Deutschen Meisterschaften 1903 und 1905 die Meistertitel über 100 m Freistil.